# Денис Звиздић
Денис Звиздић (Сарајево, 9. јун 1964) је бошњачки и босанскохерцеговачки политичар. У периоду од 31. марта 2015. до 5. децембар 2019. обављао је функцију предсједавајућег Савјета министара Босне и Херцеговине (9. по реду). Наследио га је Зоран Тегелтија.
Од 6. фебруара 2003. до 16. новембра 2006. године био је предсједник Владе Кантона Сарајево, од новембра 2006. до 17. марта 2011. године бошњачки делегат у Дому народа Парламента Федерације Босне и Херцеговине, док је од 9. марта 2011. до 7. септембра 2012. обављао функцију предсједавајућег Представничког дома Парламента Федерације Босне и Херцеговине. Од 7. септембра 2012. до 31. марта 2015. био је посланик у Представничком дому Парламента Федерације Босне и Херцеговине, након чега преузима функцију предсједавајућег Савјета министара Босне и Херцеговине.
Након општих избора у Босни и Херцеговини 2018. године, изабран је за члана доњег дома Парламентарне скупштине БиХ и обавља функцију заменика предсједавајуће доњег дома Парламентарне скупштине. Његова функција предсједавајућег Савјета министара Босне и Херцеговине је продужена до избора новог предсједавајућег 5. децембра 2019. године, када је Зоран Тегелтија изабран за предсједавајућег.

## Биографија
Звиздић је рођен у Сарајеву, од оца Мустафе и мајке Емине. Одрастао у Гацку, где је завршио основну школу и гимназију. Тренутно је ожењен супругом Самиром с којом има сина Кенана.
Дипломирао је на Архитектонском факултету у Сарајеву 1989. године. У СДА се учланио 1991. године. За вријеме Рата у БиХ радио је у Министарству просторног уређења и грађења у Републици БиХ, а након рата, у Федералном Министарству просторног уређења и заштите животне средине и у компанији „Унионинвест” у Сарајеву.
На Архитектонском факултету у Сарајеву именован је за асистента 1999. године. У Кантонални одбор СДА ушао је 2000. године, а ускоро је именован и за члана Извршног одбора Општинске организације Центар. Исте године, магистрирао је на Архитектонском факултету у Сарајеву. Звиздић је 6. фебруара 2003. именован за предсједника Владе Сарајевског кантона, а исте године именован је и за вишег асистента (доцента) на Факултету. За члана кантоналног Извршног одбора СДА именован је 2004. године, а идуће године постао је члан предсједништва странке.
На Општим изборима у БиХ одржаним у октобру 2006. године, био је носилац листе СДА за Скупштину Кантона Сарајево, гдје је освојио највише гласова (17.763) те добио мандат у скупштини. Међутим, како је Странка за БиХ добила највише мандата у скупштини, Звиздић је изгубио дужност предсједника Владе КС 16. новембра 2006. године, те је постао посланик у кантоналној скупштини, која га је изабрала за предсједавајућег. Скупштина га је изабрала за делегата у Дому народа Парламента ФБиХ, па је обје дужности вршио паралелно. Идуће године изабран је за доцента на Архитектонском факултету у Сарајеву, гдје предаје колегије из области екологије и урбанизма. Предсједник Савјета СДА постао је 2009. године.
На Општим изборима у БиХ одржаним у октобру 2010. године, Звиздић је био носилац листе СДА за Представнички дом Парламента ФБиХ из 11. изборне јединице, те је добио највише гласова (7.955) и успио да постане посланик. На завршној конституционој сједници Представничког дома одржаној 9. марта 2011, Звиздић је изабран на ротирајућу дужност предсједавајућег Представничког дома, док су за копредсједавајуће изабрани Станко Приморац из ХСП-а БиХ и Светозар Пударић из СДП-а БиХ. Међутим, након кризе власти платформашке коалиције изазваног сукобом између странака СДА и СДП БиХ, Звиздић и Приморац бивају смијењени, а замјењују их Фехим Шкаљић из СББ-а БиХ и Томо Видовић из СДП-а БиХ. Звиздић је претходно одгађао одржавање сједнице Представничког дома како би спријечио смјену званичника СДА, ХСП БиХ и НСРзБ од стране нове парламентарне већине (СДП БиХ, СББ БиХ, ХДЗ БиХ и ХДЗ 1990). Међутим, Уставни суд ФБиХ је 28. августа одлучио да је ванредна сједница Представничког дома на којој је смијењен Звиздић била неуставна и да су њезине одлуке тиме неважеће. Нова парламентарна већина је у поступку поновљеном 7. септембра поново смијенила Звиздића и Приморца, те их замијенила Шкаљићем и Видовићем. Након смјене, Звиздић је наставио вршити дужност представника.
Звиздић је 2013. године изабран за члана Главног одбора СДА. Поново је на идућим општим изборима одржаним у октобру 2014. године био носилац листе СДА за Представнички дом ПФБиХ и поново је добио највише гласова (10.576), чиме је продужио посланички мандат. Предсједништво СДА је 17. децембра 2014. одлучило да изабере Звиздића за предсједавајућег Савјета министара Босне и Херцеговине.
Напустио је СДА 1. јула 2021. године услед неслагања са руководством странке, првенствено са Бакиром Изетбеговићем, око реформе странке. Неслагање је настало након локалних избора у Босни и Херцеговини одржаних 2020. године.